# Вэй Дай
Вэй Дай — компьютерный инженер, создатель b-money, один из разработчиков библиотеки crypto++ и соавтор алгоритма аутентификации VMAC. Также его называли ‘шифропанком’. Известен вкладом в криптографию и криптовалюты

## Биография

### Образование и карьера
Успешно закончил Вашингтонский университет, получив степень бакалавра по математике и информатике. В 1990-х был в списках рассылки Cypherpunks, Extropians и SL4. В профиле ныне не функционируемого сайта Votehere было указано что Вэй работал в криптографической исследовательской группе корпорации Microsoft.

### Криптография
На его веб-сайте указано что он разработал библиотеку Crypto++, тестировал скорости шифров и хэш-функций, проект VMAC, идентифицировал критичное сцепление блоков шифра(CBC) уязвимости SSH2 и эксплойт браузера против SSL/TLS, известный как BEAST.

### Патенты
Заявлен в качестве автора двух американских патентов с номерами 5724279 и 6081598, права на которые у Microsoft.

### Crypto++
Crypto ++ Library (CryptoPP , libcrypto ++ и libcryptopp) — это бесплатная библиотека классов C ++ криптографических схем. Широко используется в академических и студенческих кругах для проектов с открытым исходным кодом в некоммерческих проектах и бизнесе, В 2015 году ушел с проекта, теперь все обновления выпускает сообщество.

### VMAC
Алгоритм кода аутентификации сообщения (MAC), разработан для высокой производительности. Это подтверждается финальным анализом. Используется универсальная быстрая хэш функция для хеширования входного сообщения предложенная Тедом Кровецем и Вэй Даем в апреле 2007 года. Алгоритм разработан для высокой производительности и подкреплен формальным анализом.

### B-money
Концепция анонимной распределенной системы электронных денег, которую Вэй опубликовал в статье 1998 года. Вышла за десятилетие до выхода статьи Сатоси Накамото «Bitcoin: A Peer-to-Peer Electronic Cash System».

## Влияние на криптовалюту
B-money дал основные концепции, которые позже реализованы в криптовалютах, например:
- Proof of work — определенный объём вычислительных работ.
- Отправленная транзакция проверяется сообществом.
- Работник получает денежные вознаграждения за усилия (комиссия майнерам в любой сети).
- Коллективное участие и аутентификация с помощью криптографических хэшей.
- Контракты исполняются посредством трансляции и подписанием цифровыми подписями (открытый ключ).

### Ethereum
Именно в честь Вэй Дая в сети Эфириум минимальный юнит назван Wei.
В 2022 году Вэй Дай был одним из спикеров на конференции разработчиков Ethereum.

### Сатоси Накамото и Вэй Дай
Именно Вэй Дай и Адам Бэк были первыми с кем связался Накамото, во время разработки биткоин в 2008 году. В White Paper имеется ссылка на B-money. Вэя подозревали что именно он и есть Накамото, но позже были опровержения.